# Brahim Ghali
Brahim Ghali (en arabe : إبراهيم غالي), né en 1945 ou 1946, est un homme politique, militant indépendantiste sahraoui.
En 1973, il participe à la fondation du Front Polisario, mouvement du Sahara occidental opposé à l'occupation espagnole puis au contrôle du Maroc. Il est partisan d’une ligne dure, qui prône soit l’autodétermination, soit la lutte armée.
Il est ministre de la Défense de la République arabe sahraouie démocratique (RASD) de 1976 à 1991, avant de devenir représentant de celle-ci à Madrid en 1999 puis à Alger en 2008.
En 2016, succédant à Mohamed Abdelaziz, il devient président de la République arabe sahraouie démocratique et du Front Polisario.

## Biographie

### Origines
Brahim Ghali est issu de la tribu du Reguibat. Il est né à Es-Semara en 1946 au Sahara occidental (à l'époque encore colonie espagnole) selon le Polisario, ou à Marrakech selon le Maroc. D'autres sources le donnent né en 1945 ou en 1949.

### Débuts militants
Ghali est l’un des membres fondateurs du Front Polisario en mai 1973, dont il est le premier secrétaire général. Avant son départ du Maroc, l’homme acquiert une réputation de contestataire en participant aux différentes grèves générales organisées par les militants indépendantistes. Il organise les premiers raids contre l'armée espagnole qui occupait le territoire encore colonie espagnole. Après le retrait des Espagnols en février 1976, il mène la guérilla contre les armées marocaine et mauritanienne, revendiquant, comme ses compagnons d’armes, l’indépendance du Sahara occidental.

### Ministre de la Défense de la RASD
Épaulé par El-Ouali Moustapha Sayed, dirigeant historique du Polisario, il est nommé par ce dernier ministre de la Défense en 1976, poste qu’il occupe jusqu'en 1991, avant de le perdre à la suite de dissensions politiques au sommet et d'être nommé chef d'une région militaire,.

### Représentant de la RASD à l’étranger
En 1999, Ghali est désigné en tant que représentant de la RASD en Espagne, un pays où « la cause sahraouie » bénéficie de nombreux soutiens, avant d'être nommé ambassadeur à Alger en 2008.

### Président de la RASD et du Front Polisario
Le 9 juillet 2016, seul candidat, il est élu président de la République arabe sahraouie démocratique et du Front Polisario. Le 12 juillet, il succède ainsi à Mohamed Abdelaziz et à Khatri Addouh, qui assurait l’intérim depuis la mort de celui-ci.
Gravement atteint par la Covid-19 en avril 2021, il est transféré d'un hôpital algérien à Logroño, en Espagne, où il est enregistré sous une fausse identité,. Le quotidien El País rapporte qu'il est entré en Espagne avec un passeport diplomatique ; d'autres médias, notamment Le360, prétendent que ce transfert s'est fait avec un faux passeport, mais cette information est démentie par la suite par le ministère des Affaires étrangères espagnol,. Cette affaire augmente les tensions entre l'Espagne et le Maroc, et la crise autour de Ceuta qui s'ensuit amène des commentateurs à parler d'une instrumentalisation de l'immigration par le Maroc afin de faire pression sur l'Espagne concernant le Sahara occidental.
Le 20 janvier 2023, à l'issue du seizième congrès du Front Polisario, Brahim Ghali est réélu à la tête du parti et à la présidence, sur fonds de tensions internes lors du congrès, amenant ce dernier à être prolongé de deux jours afin d'élire le nouveau président. Le président sortant, durant le congrès, s'était exprimé en faveur d'une reprise des combats intensifs contre le Maroc.

## Accusations
En 2013, une plainte est déposée contre Brahim Ghali pour viol et abus sexuels à l’encontre d’une jeune femme, Khadijatou Mahmoud Mohamed Zoubeir ; en octobre 2022, elle a été reçue au Parlement européen ,. Par ailleurs, des prisonniers sahraouis portent plainte contre lui pour torture,. C’est le cas d’El Kabch Mohamed Nafee, El Kharchi Lahbib et Chouiaar Mohamed Mouloud, qui décrivent en mars 2014, devant l’Audience nationale espagnole, les souffrances qu’ils auraient endurées pendant des années dans la prison dite « Errachid » (sud-ouest de l’Algérie) ; ils déclarent devant le juge qu’ils ont été témoins de l’assassinat de plusieurs personnes sous la torture pratiquée par des milices du Polisario,.
Un mandat d'arrêt est émis par la justice espagnole contre Brahim Ghali en novembre 2016 pour génocide, torture et viol. Néanmoins, l'Audience nationale, la cour suprême espagnole, indique en 2021 qu'aucune poursuite à l'encontre de Brahim Ghali est en cours devant les juridictions espagnoles.
Brahim Ghali est interrogé le 1er juin 2021, tout en étant hospitalisé, par un juge espagnol pour des plaintes de « tortures » et de « génocide » sans être inculpé,. Il rentre en Algérie le lendemain et reçoit la visite dans sa chambre d'hôpital du président Abdelmadjid Tebboune, qui est diffusée à la télévision d’État.
Le 29 juillet 2021, la justice espagnole prononce un non-lieu dans cette affaire ; le juge d'instruction relève également « des contradictions » entre les affirmations de la plainte et les déclarations des témoins, ainsi qu’« une insuffisance manifeste de détails pertinents sur les circonstances de lieu et de temps des faits ».
Le juge espagnol Rafael Lasala, qui enquêtait sur l’affaire Ghali, avait inculpé le fils du chef du Front Polisario, Luali Brahim Sid El Mustafa, soupçonné d’avoir facilité l'enregistrement de son père à l'hôpital de San pedro avec un faux passeport diplomatique algérien sous un nom d’emprunt (Mohamed Ben Battouche), à Logroño. Ghali et son fils ont atteint l'Espagne le 18 avril 2021, à bord d'un avion officiel de la présidence algérienne,.